# Bembidion consuetum
Bembidion consuetum är en skalbaggsart som beskrevs av Thomas Casey. Bembidion consuetum ingår i släktet Bembidion och familjen jordlöpare. Inga underarter finns listade i Catalogue of Life.